# Херцогство Лимбург (1839 – 1866)
Херцогство Лимбург (на нидерландски: Hertogdom Limburg; на немски: Herzogtum Limburg) e новообразувано херцогство през 1839 г. като част от Германския съюз и съществува до неговото прекратяване през 1866 г., когато преминава към Кралство Нидерландия. Главният му град е Маастрихт.

## История
Херцогството Лимбург е образувано по традиция на съществуващото от 1165 до 1793 г. Херцогство Лимбург на Свещената Римска империя, което през революционните войни е прикрепено към Франция.
След Белгийската революция през 1830/1831 г. Обединеното кралство Нидерландия се разделя на юг новообразуваната държава Белгия и на Северна Нидерландия. Провинцията Лимбург се присъединява напълно към Белгия, освен важния крепостен град Маастрихт, който остава в нидерландски ръце. Град Люксембург остава под контролата на Нидерландия.
Херцогството Лимбург има през 1839 г. 147 527 жители. От 1843 г. в южната му част минава железопътната линия Аахен-Маастрихт, през 1865 г. е завършена железопътната връзка Маастрихт-Роермонд-Венло.

## Херцози
От династията Орания-Насау:
- 1839 – 1840 Вилхелм I
- 1840 – 1849 Вилхелм II
- 1849 – 1866 Вилхелм III

След 1866 г. титлата „hertog van Limburg“ остава като лична благородническа титла за Вилхем III. Понеже според закона за благородниците, благородническите титли не могат да отиват на женската линия на наследниците, Вилхелм III е последният носител на титлата „херцог на Лимбург“.